# Юкуде (язык)
Язык юкуде или маку — вымерший изолированный язык, распространённый на границе Венесуэлы и Бразилии в регионе Рораима вдоль реки Урарикоэра. Ранее носители обитали в районе между реками Падамо и Кунукунума.
Не следует путать язык юкуде с семьёй языков маку, с которой он едва ли связан.
Исследователями языка были лингвисты Арьон Родригес (Aryon Rodrigues) и Эрнесто Мильяцца (Ernesto Migliazza).

## Фонология
В языке юкуде имеется 6 оральных гласных, /i y ɨ u e a/, и 4 назальных, /ĩ ũ ẽ ã/. Долгота — контрастивная, но только в начальных слогах типа CV в многосложных словах. Наиболее сложный тип слога — CCVC. Контрастивные ударение или тон отсутствуют.
Согласные: взрывные /p b t d k ʔ/, аффриката /ts/, фрикативные /s ʃ x h/, назальные /m n/, латеральный «r» (возможно, /ɺ/?), и аппроксиманты /w j/.

## Грамматика
Язык юкуде — полисинтетический, словообразование в основном суффиксальное. Имеется клюзивность (различие между местоимениями «мы с тобой» и «мы без тебя»), но отсутствует грамматический род или именные классы. Система глагольных времён, наклонений и залогов — довольно сложная.

## Генетические связи
Предлагавшиеся в разное время гипотезы связывали язык юкуде, в частности, со следующими семьями:
- Аравакские языки
- Варао
- Калианские языки наряду с языками арутани-сапе
- Макро-пуйнавская макросемья вместе с языками пуйнаве, катукинскими, и арутани-сапе
- Макро-туканские языки Дж. Гринберга